# Thomas Stenvoll
Thomas Stenvoll (12 de junio de 1974) es un deportista noruego que compitió en tiro con arco, en la modalidad de arco compuesto. Ganó una medalla de plata en el Campeonato Mundial de Tiro con Arco al Aire Libre de 2005, en la prueba por equipo.

## Palmarés internacional
| Campeonato Mundial al Aire Libre | Campeonato Mundial al Aire Libre | Campeonato Mundial al Aire Libre | Campeonato Mundial al Aire Libre |
| Año                              | Lugar                            | Medalla                          | Prueba                           |
| -------------------------------- | -------------------------------- | -------------------------------- | -------------------------------- |
| 2005                             | Madrid (España)                  | Medalla de plata                 | Equipo                           |